# Élections fédérales suisses de 1917
Les élections fédérales suisses de 1917 se sont déroulées le 28 octobre 1917. Ces élections permettent d'élire au système majoritaire les 189 députés répartis sur 49 arrondissements électoraux eux-mêmes répartis sur les 22 cantons, siégeant au Conseil national (chambre basse), pour une mandature de deux ans, contre trois de 1848 à 1917.
Le corps électoral composé de citoyens ayant droit de cité élit directement les membres du Conseil des États dans les cantons d'Appenzell Rhodes-Extérieures, d'Appenzell Rhodes-Intérieures, de Glaris, de Nidwald et d'Obwald et d'Uri (à travers la Landsgemeinde), et à l'urne dans les cantons d'Argovie, Bâle-Campagne, de Bâle-Ville, de Genève, des Grisons, de Lucerne, de Schwytz, de Soleure, du Tessin, de Thurgovie, de Zoug et de Zurich et pour la première fois dans le Canton de Vaud. Dans les 3 autres cantons, les élections au Conseil des États sont quant à elles toujours non régulées et certains cantons ont renouvelé leurs Sénateurs parfois plusieurs fois sur les deux années écoulées. Dans ces 3 autres cantons, les Conseillers aux États continuent d'être élus, nommés ou désignés par les Grands Conseils, et ce à des dates variables.
Le Parti socialiste suisse, principalement implanté en Suisse alémanique, avait décidé en novembre 1915 de ne plus adhérer à l'accord de trêve entre les partis décidé en 1914 avant le début de la Première Guerre mondiale et se voyait désormais comme un parti d'action révolutionnaire de la classe ouvrière. Lors de son Congrès à Zurich en novembre 1916, Lénine, membre du parti, avec le soutien de l'extrême-gauche, tenta de prendre contrôle du PS. Cependant, Robert Grimm rejeta les appels à la violence et réussit finalement à convaincre l'aile moins radicale du parti. Mais le glissement du PS sur la gauche entraîna toutefois la fin des liens qu'entretenait le PS avec la Société du Grütli. En rejetant le budget militaire et en appelant au refus de servir lors du Congrès de Berne en juin 1917, le PS adopta ainsi un positionnement anti-militariste très fort et des représentants modérés tels que Herman Greulich se retrouvèrent en minorité. Compte tenu de la pauvreté généralisée en raison des difficultés économiques liées à la guerre, les différentes ailes du parti réussirent toutefois à se réunir en vue des élections fédérales de 1917.
Alors qu'il était interdit de manifester, le 30 août 1917, partout en Suisse, le PS défia l'interdiction du Conseil fédéral. Ils argumentèrent que le PRD était à la botte des lobby agraires et des banquiers. En outre, avec l'augmentation des tensions sociales, les contradictions au sein du PRD devinrent de plus en plus fortes. L'écart entre son aile gauche et son aile droite s’amplifia. Les Jeunes Radicaux participèrent à ces tensions internes puisqu'ils se considéraient comme les représentants des employés et des fonctionnaires, avec des sympathies marquées pour le mouvement ouvrier. Leur volonté de prendre en compte les classes inférieures ont mené à une critique du parti mère, ce dernier allant même jusqu'à les considérer comme les «troupes d'assaut» (Stroßtrupp) du Parti socialiste. Dans les régions rurales, la population commença à se détourner du PRD. Des mouvements paysans émergents présentèrent des candidats marquant ainsi les prémices du Parti des paysans, artisans et bourgeois (PAB). À droite du futur PAB, le Parti conservateur populaire avait appuyé les Radicaux en matière fiscale mais luttaient également pour l'intégration de représentation proportionnelle. En outre, l'aile chrétienne-sociale nourrissait des sympathies pour le PS.
Pour la vingt-quatrième fois consécutive et ce depuis 1848, le Parti radical-démocratique (centre), remporte le scrutin fédéral avec 103 sièges (-9) et 40,8 % des voix (−15,3 %). Ce sont à nouveau les vainqueurs incontestables de ces élections, en remportant tant le vote populaire que le nombre de sièges, et conservent ainsi la majorité absolue gagnée en 1881. Le Parti socialiste suisse obtient quant à lui 22 sièges (+5) avec 30,8 % (+20,7 %). Ils remportent la plus forte progression en nombre de voix.
Ces élections ont débouché sur la 24e Législature qui s'est réunie pour la première fois le 3 décembre 1917.
Sur les 915 552 hommes âgés de 20 et plus et ayant droit de cité, 547 652 d'entre eux prirent part à ce scrutin, ce qui représente un taux de participation de 59,8% (+13,4 %).
Le taux de participation le plus élevé est dans le Canton de Schaffhouse où le vote obligatoire fait déplacer 86,8 % du corps électoral (-1,3 %). À l'inverse, dans le Canton d'Uri, seulement 23,4 % du corps électoral prend part au vote.

## Législature 1917 - 1919
Les liens (et couleurs) renvoient sur les partis héritiers actuels.
|  | Partis                         | Sigles | Tendances politiques            | Sièges au CN | Sièges au CE † |
|  | ------------------------------ | ------ | ------------------------------- | ------------ | -------------- |
|  | Parti radical-démocratique     | PRD    | radical, centre                 | 103          | 24             |
|  | Parti conservateur populaire   | PCP    | conservateur catholique, droite | 41           | 16             |
|  | Parti socialiste               | PSS    | marxiste                        | 22           | 1              |
|  | Parti libéral démocratique     | PLD    | libéral, centre-droit           | 12           | 2              |
|  | Parti démocratique             | DEM    | progressiste, gauche            | 7            | 1              |
|  | Parti des paysans et bourgeois | PAB    | agrarien/protestant             | 4            | -              |

† Les élections au CE étant du ressort des cantons, les chiffres ne reflètent que les apparentements lors de la première journée de la Législature.

## Résultats au Conseil national dans les cantons
| Canton             | Total | PS      | DEM    | DVV    | PRD      | PLD     | PAB    | PCP     |
| ------------------ | ----- | ------- | ------ | ------ | -------- | ------- | ------ | ------- |
| Zurich             | 25    | 7 (+1)  | 2 (+2) | -      | 15 (-3)  | 0 (-1)  | 1 (+1) | -       |
| Berne              | 32    | 8 (+4)  | -      | -      | 20 (-4)  | 1 (-1)  | -      | 3 (+1)  |
| Lucerne            | 8     | -       | -      | -      | 3        | -       | -      | 5       |
| Uri                | 1     | -       | -      | -      | 1        | -       | -      | -       |
| Schwytz            | 3     | -       | -      | -      | 1        | -       | -      | 2       |
| Nidwald            | 1     | -       | -      | -      | -        | -       | -      | 1       |
| Obwald             | 1     | -       | -      | -      | -        | -       | -      | 1       |
| Glaris             | 2     | -       | 1      | -      | 1        | -       | -      | -       |
| Zoug               | 1     | -       | -      | -      | 1        | -       | -      | -       |
| Fribourg           | 7     | -       | -      | -      | 2        | -       | -      | 5       |
| Soleure            | 6     | 2 (+1)  | -      | -      | 2 (-2)   | -       | -      | 2 (+1)  |
| Bâle Campagne      | 4     | -       | -      | 0 (-1) | 3        | -       | 1 (+1) | -       |
| Bâle-Ville         | 7     | 1 (-2)  | 1 (+1) | -      | 2        | 1 (-1)  | 1 (+1) | 1 (+1)  |
| Schaffhouse        | 2     | -       | -      | -      | 2        | -       | -      | -       |
| Rhodes-Extérieures | 3     | 1       | -      | -      | 2        | -       | -      | -       |
| Rhodes-Intérieures | 1     | -       | -      | -      | -        | -       | -      | 1       |
| Saint Gall         | 15    | -       | 2      | -      | 7        | -       | -      | 6       |
| Grisons            | 6     | -       | -      | -      | 4        | 0 (-1)  | -      | 2 (+1)  |
| Argovie            | 12    | -       | -      | -      | 9        | -       | -      | 3       |
| Thurgovie          | 7     | -       | 1      | -      | 4        | -       | 2 (+1) | 1       |
| Tessin             | 8     | -       | -      | -      | 6 (+1)   | 0 (-1)  | -      | 2       |
| Vaud               | 16    | -       | -      | -      | 11       | 5       | -      | -       |
| Valais             | 6     | -       | -      | -      | 1        | -       | -      | 5       |
| Neuchâtel          | 7     | 2       | -      | -      | 3 (-1)   | 2 (+1)  | -      | -       |
| Genève             | 9     | 1       | -      | -      | 3        | 3       | -      | 1       |
|                    | 189   | 22 (+4) | 7 (+3) | 0 (-1) | 103 (-9) | 12 (-4) | 4 (+3) | 41 (+4) |